# 부석고등학교 (경북)
부석고등학교(浮石高等學校)는 경상북도 영주시 부석면에 있었던 공립 고등학교이다.

## 연혁
- 1975년 4월 26일 : 개교
- 1979년 12월 20일 : 급식실 신축
- 1990년 7월 15일 : 컴퓨터실 설치
- 2008년 2월 29일 : 폐교[1]

## 같이 보기
- 부석중학교 (경북)